# Национал-социалистический союз юристов
Национа́л-социалисти́ческий сою́з юри́стов (нем. NS-Rechtswahrerbund) — нацистская организация, которая соединила в себе всех действующих юристов в нацистской Германии, а также вытеснила остальные профессиональные ассоциации адвокатов и правоведов. Союз юристов имел собственные «суды чести», которые в свою очередь, воплотили на практике нацистские идеи о юриспруденции.

## История
В период распространения национал-социализма на территории Германии, стал острый вопрос об источнике права который бы соответствовал бы нацистской идеологии. Один из ключевых элементов нацизма являлось создание, так называемого «образа врага», то есть создание «негативистского образа противников», а также упразднение «всех несоответствующих» идеологии. Главным «врагом» нацизма считались евреи, как в повседневной жизни, так и в правовых вопросах. Критика еврейства в правовом поле и стал одной из причиной возникновения национал-социалистический союзов.